# Rumpelstil
Rumpelstil ist eine Berliner Band. Sie macht Musik für Kinder und Familien.

## Konzerte
Die bundesweit veranstalteten „Taschenlampenkonzerte“ von Rumpelstil werden auf Freilichtbühnen gespielt. Die Zuschauer, darunter viele Kinder, werden dabei aufgefordert, Taschenlampen mitzubringen und das Konzert entsprechend zu unterstützen. Das erste Taschenlampenkonzert fand 1999 in der Freilichtbühne Weißensee statt.
2017 spielte Rumpelstil im Rahmen des Deutschlandjahres in Mexiko zwei Taschenlampenkonzerte auf Spanisch in Mexiko-Stadt und Puebla.
2018 war Rumpelstil im Rahmen des Deutschlandjahr-USA mit einer englisch gespielten Version des Taschenlampenkonzertes (Flashlight Concert) im Greek Theater in Los Angeles zu Gast.
Rumpelstil spielt in der Weihnachtszeit seit 1991 Theater im FEZ-Berlin. Seit 2022 spielt die Band auch weihnachtliche Taschenlampenkonzerte in verschiedenen Formaten.

## Auszeichnungen
- 1997: Deutscher Kinderkulturpreis
- 2005: Medienpreis LEOPOLD für die CD 1x1 mit RUMPELSTIL[1]
- 2007: Medienpreis LEOPOLD für die CD Alle Wetter[2]
- 2017: Sonderpreis LEOPOLD der Kinderjury POLDI für die CD Vorfreude[3]

## Diskografie
- 1995: Schweinestreicheln
- 1995: Drolly und das Ei
- 1998: Lollipop – Jojo – Fiebellieder (Cornelsen)
- 1998: Tina in America
- 1999: RUMPELSTIL – Hits (BMG)
- 1999: Apfelklops & Co (BZGA)
- 1999: Traumsandmärchen
- 2001: Max in Mexico (TARI TARO MUSIC)
- 2002: Lollipop – Fiebellieder (Cornelsen)
- 2003: 1x1 mit Rumpelstil (TARI TARO MUSIC)
- 2003: Nase, Bauch & Po (BZGA)
- 2003: Dr. Nawaro (FNR)
- 2004: Peter in Peking (TARI TARO MUSIC)
- 2005: Alle Wetter (TARI TARO MUSIC)
- 2006: Das Märchen vom Prinzen, der nicht heiraten wollte (TARI TARO MUSIC)
- 2006: Frau Holle und Herr Knolle (TARI TARO MUSIC)
- 2007: Blanche in Bagamoyo (TARI TARO MUSIC)
- 2007: Taschenlampenkonzert – Die Hits Vol.I (TARI TARO MUSIC)
- 2008: Unterwegs nach Tut mir Gut (BZGA)
- 2008: 13 Lieder aus 7 Märchen (TARI TARO MUSIC)
- 2009: Das Konzert der Lieblingsbücher (TARI TARO MUSIC)
- 2010: Brumme in Berlin (TARI TARO MUSIC)
- 2010: Nawaro – Naklaro (TARI TARO MUSIC)
- 2011: Taschenlampenkonzert – Die CD zur Tour Vol.II (TARI TARO MUSIC)
- 2012: Das Traumsandorchester – Die CD zur Tour (TARI TARO MUSIC)
- 2013: Poco Loco! (TARI TARO MUSIC)
- 2014: Taschenlampenkonzert – Live (TARI TARO MUSIC)
- 2014: Gruselkonzert (TARI TARO MUSIC)
- 2015: Vorfreude (TARI TARO MUSIC)
- 2016: Razumbai (TARI TARO MUSIC)
- 2017: Mambuso (TARI TARO MUSIC)[4]
- 2019: Schlaflos (in Los Angeles) (TARI TARO MUSIC)
- 2019: Taschenlampenkonzert (TARI TARO MUSIC)
- 2022: Villa RUMPELSTIL (TARI TARO MUSIC)
- 2023: September (TARI TARO MUSIC)

### Kompilationen
- 2004: Traumsandmärchenlieder (TARI TARO MUSIC)
- 2008: 13 Lieder aus 7 Märchen (TARI TARO MUSIC)
- 2008: Kleine Urlauber (TARI TARO MUSIC)